# Aspalathus kougaensis
Aspalathus kougaensis là một loài thực vật có hoa trong họ Đậu. Loài này được (R. Dahlgren) Dahlgren miêu tả khoa học đầu tiên năm 1988.